# 燃料フィルター

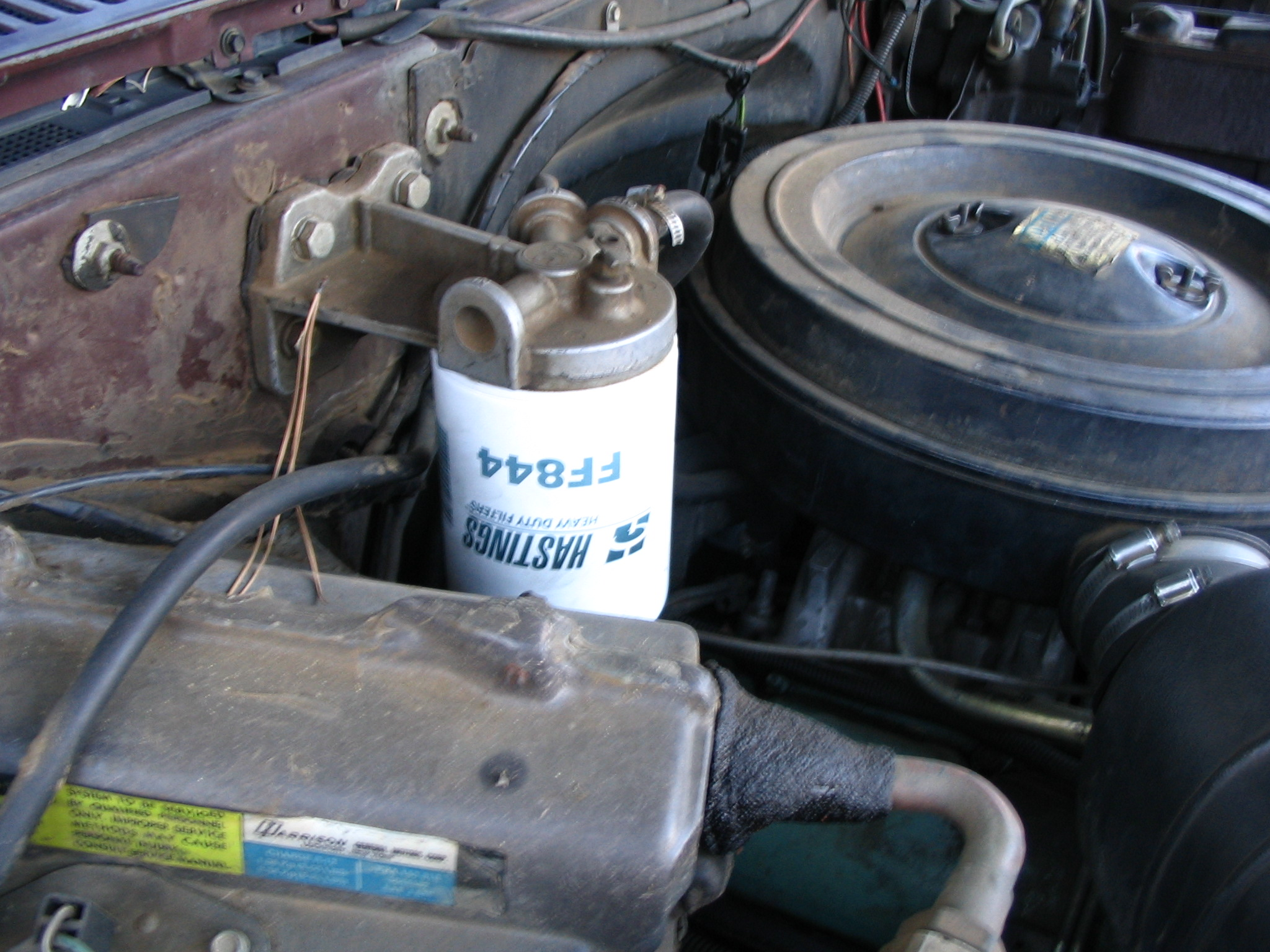
ピックアップトラックのバルクヘッドに取り付けられた燃料フィルター

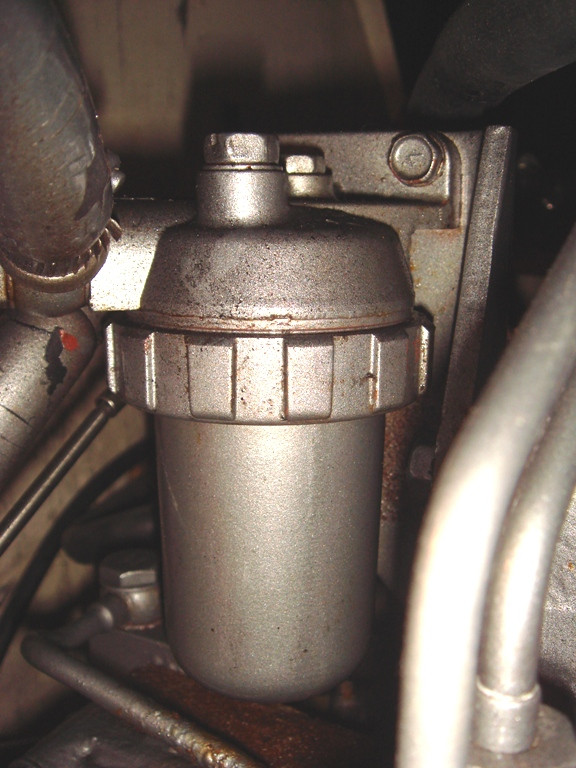
ヤンマー 2GM20船舶用ディーゼルエンジンの燃料フィルター

燃料フィルター（ねんりょうフィルター、英語:fuel filter）とは、燃料から汚れなどの異物を除くためのフィルターである。

## 概要

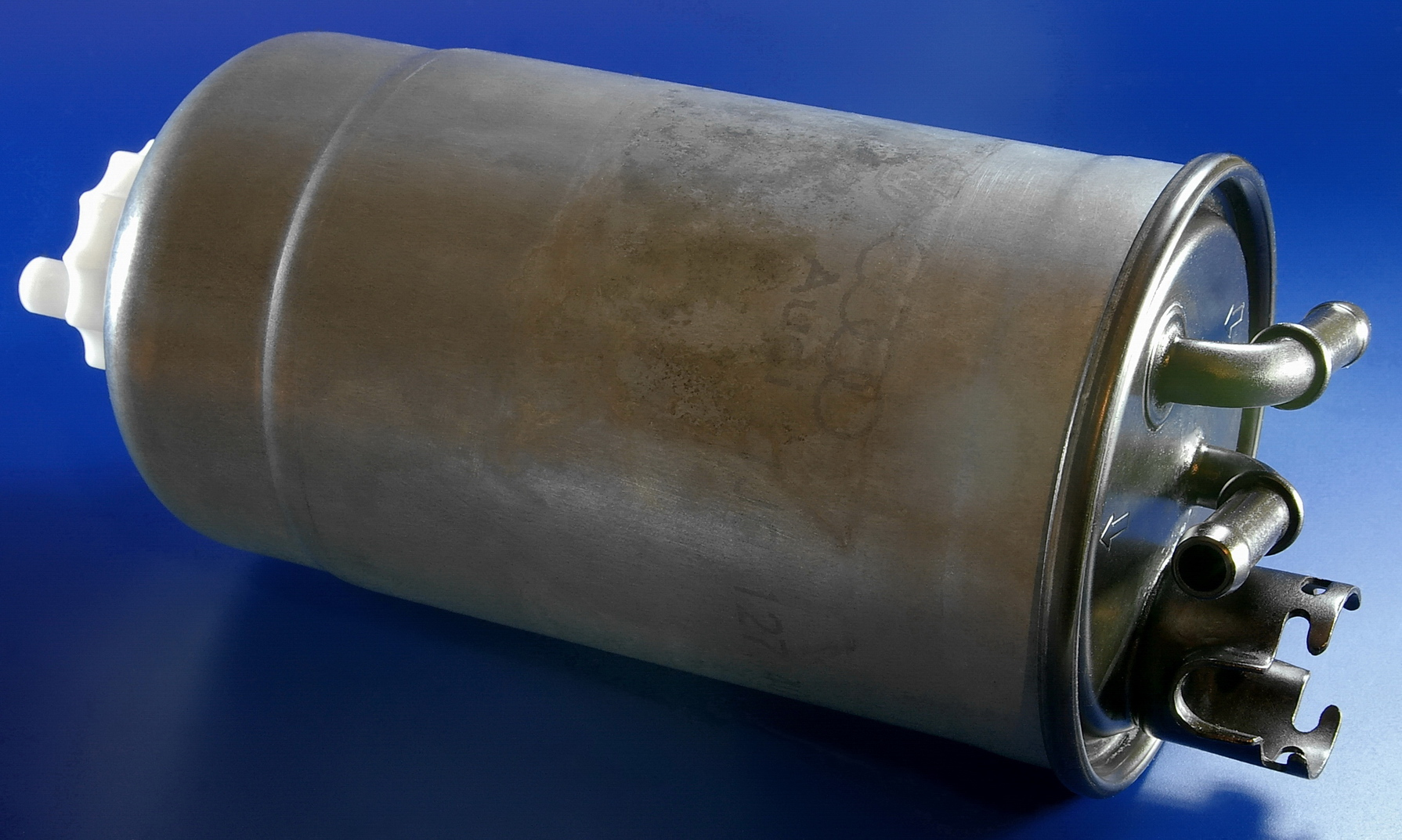
ディーゼルエンジン用インライン式燃料フィルターの一例

燃料フィルターは燃料を供給する配管系統の途中にあって、意図せず混入している粒子などを取り除く機能を果たす。金属製カートリッジ内に詰められたろ紙であったり、簡単な金属製の網だけで作られるものもある。燃料フィルターはほとんどの内燃機関に用いられ、ボイラーのような外燃機関や暖房機器でも簡単なものが付いていることが多い。
スクリーン式
スクリーン式は目の細かい金属製やナイロン製の網を設けて濾過を行うものである。タンクから燃料を吸い出す管（ストレーナー）の先端部分や、自動車のガソリンエンジンでは燃料噴射装置の内部などに備えられている。
沈澱式
沈殿式は燃料経路の一部に沈澱槽となる部分を設けて、燃料より重い不純物や水分を沈殿させるものである。独立した灯油タンクを持つ暖房機器などでタンク下部の燃料取り出し口に設けられ、透明なプラスチックで内部の沈殿物が容易に確認できるようになっているものが多い。
インライン式

インライン式は燃料供給経路の途中に設けられた金属製や樹脂製のケースに、定期的に交換する濾紙を入れて濾過する方式である。濾紙は濾過面積を広くしながら交換が容易なカートリッジ式としたものも多い。沈殿式の沈殿槽の中に組み込む場合もあり、ホームタンクやオートバイ用のアフターマーケットパーツなどで見られる。
スピンオン式
スピンオン式は底部に雌ねじが切られたケースの中に濾紙フィルターを内蔵し、ケースごと交換する方式である。フルフロー型オイルフィルターと基本構造は同じであるが、濾紙が詰まった際のリリーフバルブなどが内蔵されていない点で異なる。比較的近年のディーゼルエンジン車に採用されていて、車種によって大きさやネジのピッチなどが異なる場合もある。
磁力式
磁力式燃料フィルターは燃料に含まれる金属粒子を除去する永久磁石や電磁石を用いるフィルターである。近年ではいわゆる燃費向上グッズの中にこうした強力な磁石を燃料ラインの外部から取り付けるものが多い。磁力式フィルターの利点は金属粒子を確実に捕獲できる上に、メンテナンスが単に磁石の表面から金属粒子を取り除くだけでよいという点である。

## 自動車での利用
自動車用の燃料フィルターは内燃式エンジンの燃料供給装置の重要な機能部品である。濾過されていない燃料は例えば、燃料タンクへの給油の際に混入する微小なごみや、タンクに何かが衝突した際に剥がれ落ちるタンク内の塗料片、鋼製タンクにおいては燃料に混入する水分が原因の錆など、多様な異物を含むことがある。電動式燃料ポンプを持つ車両では、燃料ポンプのカーボンブラシや銅製コンミテーターの摩耗粉が混入する場合もある。
燃料が気化装置に入る前にこれらの物質が取り除かれないと、混入した微粒子による摩耗作用(en:Abrasion_(mechanical))によって、現代の各種燃料噴射装置で使用される精密部品である、燃料ポンプとインジェクターが故障を引き起こす可能性がある。ガソリン直噴エンジンやディーゼルエンジンなど、燃料ポンプが高圧なほど、この傾向はさらに顕著なものとなる。キャブレターにおいても、微粒子が各種ジェットの摩耗を引き起こして燃調の狂いを招くほか、フロートバルブに大きなごみが噛みこむとオーバーフローの原因となる。また、燃料フィルターは燃料内の汚染物質を効率的に取り除くことで燃焼をより促進させ、性能向上にも寄与する。

### メンテナンス
燃料フィルターは定期的に維持点検を行う必要がある。幾つかの特別に設計された燃料フィルターは洗浄して何度も再利用することが可能であるが、通常は新品への交換が基本である。もしも燃料フィルターが定期的に交換されていない場合は、詰まって燃料の流量が減少や燃圧の低下を引き起こし、エンジンが正常に動作し続けるのに十分な燃料を供給できなくなる。結果的にはエンジンの性能低下の大きな原因となる。ターボチャージャーやスーパーチャージャーなどの過給機が搭載されたエンジンの場合、最大過給圧時の燃圧が不足することでエンジンブローの直接的な要因にもなりうる。
燃料フィルターはどの様な例外的な場合であっても燃料系統への異物の混入回避を最優先とするため、オイルフィルターに見られる様な濾紙が完全に詰まった際のバイパスバルブに相当する機構が用意されていない。その為、濾紙の完全な詰まりが発生した際にはエンストを起こし、その後もエンジンの再始動が不可能な状態となる。それ以前の段階として、燃料流量がピークとなる高速道路などでの全開走行時に顕著なパワーダウンが始まり、最終的にはアイドリングすらもしない程に燃料流量が低下していく。
ガソリンエンジンの場合には10万キロなどの定められた走行距離での定期交換がサービスマニュアルで指示されている場合が多いが、長期放置された旧車やタンク内のガソリンが劣化ガソリンに変質した車両などタンク内の錆発生が疑われる車両では、定期交換時期よりも早い周期で交換が必要となることもある。

### ディーゼルエンジンの場合
幾つかのディーゼルエンジンで用いられる燃料フィルターは、底部がボウルのような形状となっており、水が石油よりも密度が大きい(比重が重い)性質を利用して水分の分離を行うようになっている。ある程度まで水分が溜まった場合、堆積した水分はボウル下部のバルブを開くことで排出でき、ボウル内部から出る液体が軽油だけになるまでこの作業を行う。このような機構の燃料フィルターの多くが、水分がボウル内の警戒基準に達した場合にエンジンコントロールユニットを介するか、ダッシュボード上の警告灯を直接点灯する事によってドライバーに水抜き作業を指示するためのウォーターセンサー(en:Water sensor)が備え付けられている。
水分がディーゼルエンジンの燃料装置に混入することは決して望ましい事態ではない。ディーゼルエンジンの燃料噴射装置は可動部の潤滑を軽油に含まれる硫黄成分に頼っている面があり、水分が一定の潤滑性を必要とする可動部分(例えば噴射ポンプや噴射ノズルなど)に入り込むことで、水分に接している箇所が部分的なオーバーヒートを起こして不要な摩耗を招くことになる。産業用定置ディーゼルエンジンの燃料フィルターにもセンサーが含まれている場合があり、燃料フィルターの交換や排出が必要な場合にはオペレーターに警告をするようになっている。
ディーゼルエンジンと燃料フィルターの位置関係によっては燃料フィルターに燃料ヒーターが備えられている場合もある。これは低温時に燃料フィルター内で水分と軽油成分によってパラフィン蝋成分が形成され、フィルターを詰まらせることを防ぐ目的がある。

#### バイオディーゼル燃料によるフィルターの詰まり
バイオディーゼル燃料を導入する場合、事前に燃料フィルターを交換し、定期的な点検を励行することが元売り会社から指示されている場合がある。
元売り会社の多くは「バイオディーゼルの洗浄性能が高く、従来の軽油では問題にならなかったスラッジが流出するため」としているが、製品の製造工程によっては精製が不十分でグリセリンが完全に除去しきれておらず、原料油脂（トリグリセリド）が残留している場合、スラッジ（固まり）が発生してピストンリングを固着させたり、燃料フィルターの目詰まりを発生させることがある。
また、低温時におけるパラフィン分の析出が軽油よりも顕著となることで燃料フィルターが詰まりやすくなるとされる場合もあり、バイオディーゼルを導入する際には軽油よりもより頻繁な燃料フィルターの点検や、場合によっては燃料ヒーターの導入も必要になるなどの短所が顕在化する場合がある。

#### 水抜剤の使用
燃料系統からの水分の除去のためにイソプロピルアルコール(IPA)を主成分とした水抜き剤が使用されることが、ガソリンエンジンでは一般的であるが、近年の排ガス規制以前のディーゼルエンジン、特に硫黄分の多い軽油の使用を前提とするほど設計の古いエンジンや、前述の燃料フィルターでの定期的なドレーンバルブによる水抜き作業が義務付けられているエンジンの場合には、水抜き剤を使用することで燃料フィルターで分離されていた水分が軽油に混和されてしまい、却って燃料装置の潤滑に悪影響を及ぼす場合がある。